# بنجامين فرانكلين سترينجفيلو
بنجامين فرانكلين سترينجفيلو هو محامي وسياسي أمريكي، ولد في 3 سبتمبر 1816، وتوفي في 26 أبريل 1891. نشط حزبياً في الحزب الديمقراطي. وقد انتخب عضو مجلس نواب ولاية ميزوري ‏.